# Løgumkloster
Løgumkloster (Duits: Lügumkloster) is een plaats en voormalige gemeente in het zuiden van Denemarken.

## Voormalige gemeente
De oppervlakte bedroeg 200,21 km². De gemeente telde 6846 inwoners.
Sinds 1 januari 2007 hoort de oud gemeente bij gemeente Tønder.

## Plaats
De plaats Løgumkloster telt 3076 inwoners (2007). Van oorsprong (rond 1193) werd hier een klooster van de Cisterciënzers gesticht. Van het klooster resteert nog de kloosterkerk in romanogotische stijl.

## Voetnoten
1. ↑  Statbank.dk, tabel BEF44: inwoneraantal op 1 januari 2007 (volgens definitie stedelijk gebied)